# Гайрем (Мен)
Гайрем (англ. Hiram) — місто (англ. town) в США, в окрузі Оксфорд штату Мен. Населення — 1609 осіб (2020).

## Демографія
Згідно з переписом 2010 року, у місті мешкало 1620 осіб у 652 домогосподарствах у складі 432 родин. Було 905 помешкань
Расовий склад населення:
| - 95,7 % — білих - 0,6 % — корінних американців - 0,4 % — азіатів - 0,1 % — чорних або афроамериканців |

До двох чи більше рас належало 2,7 %. Частка іспаномовних становила 0,7 % від усіх жителів.
За віковим діапазоном населення розподілялося таким чином: 25,1 % — особи молодші 18 років, 61,2 % — особи у віці 18—64 років, 13,7 % — особи у віці 65 років та старші. Медіана віку мешканця становила 41,3 року. На 100 осіб жіночої статі у місті припадало 105,8 чоловіків;  на 100 жінок у віці від 18 років та старших — 100,0 чоловіків також старших 18 років.
Середній дохід на одне домашнє господарство  становив 49 950 доларів США (медіана — 41 964), а середній дохід на одну сім'ю — 60 036 доларів (медіана — 45 156). Медіана доходів становила 42 250 доларів для чоловіків та 29 375 доларів для жінок. За межею бідності перебувало 21,4 % осіб, у тому числі 22,2 % дітей у віці до 18 років та 14,6 % осіб у віці 65 років та старших.
Цивільне працевлаштоване населення становило 712 осіб. Основні галузі зайнятості: освіта, охорона здоров'я та соціальна допомога — 22,6 %, виробництво — 15,4 %, мистецтво, розваги та відпочинок — 11,9 %, роздрібна торгівля — 9,7 %.